# Государственный комитет Российской Федерации по рыболовству
Государственный комитет Российской Федерации по рыболовству (Госкомрыболовство) в системе органов исполнительной власти Российской Федерации был воссоздан 25 сентября 2007 г., хотя аналогичные структуры существовали в России начиная с 1919 г.. Окончил свою деятельность 12 мая 2008 г. в результате преобразования в Федеральное агентство по рыболовству.
Госкомрыболовство являлся федеральным органом исполнительной власти, руководство которым осуществляло непосредственно Правительство Российской Федерации, со следующими функциями:
- по выработке государственной политики и нормативно-правовому регулированию в сфере рыболовства, производственной деятельности на судах рыбопромыслового флота, охраны, изучения, сохранения, воспроизводства и использования водных биологических ресурсов и среды их обитания;
- по контролю и надзору за водными биологическими ресурсами и средой их обитания во внутренних водах Российской Федерации, за исключением внутренних морских вод Российской Федерации, а также Каспийского и Азовского морей до определения их правового статуса;
- по оказанию государственных услуг, управлению государственным имуществом в сфере рыбохозяйственной деятельности, рационального использования, охраны, изучения, сохранения и воспроизводства водных биологических ресурсов и среды их обитания, а также рыбоводства (за исключением промышленного рыбоводства), рыбопереработки, обеспечения безопасности мореплавания и аварийно-спасательных работ в районах промысла, производственной деятельности на судах рыбопромыслового флота и в морских портах в части, касающейся обслуживания судов рыбопромыслового флота.

Указом Президента РФ от 12.05.2008 N 724 Комитет преобразован в Федеральное агентство по рыболовству в ведении Министерства сельского хозяйства Российской Федерации.
Указом Президента РФ «О Федеральном агентстве по рыболовству» от 30.05.2008 ведомство переведено в прямое подчинение Правительства Российской Федерации. Текст указа был напечатан 3 июня 2008 года в «Российской газете» и вступил в силу со дня его официального опубликования.